# Црни врх (Јешевац)
Црни врх (902 m) је највиши врх планинске целине Јешевац, постављен опозитно на југ у односу на комплекс Рудника са реком Гружом као вододелницом. Сам врх масива се издиже у селу Доња Врбава и спада у највише врхове у Шумадији.

## Геоморфолошке карактеристике
Чине га тектонске стене из времена Еоцена, са многим геоморфолошким облицима који нису карактеристични за вулканске стене. Комплекс Борачког крша на самом јужном ободу масива, на граници са гружанском равницом, представља европски раритет јер се вулканске стене издижу из равнице у формама карактеристичним за подручје краса (шиљци, игле, плоче, пећине). С разлогом је деспот Стефан Лазаревић баш на том месту подигао свој утврђени град.
У шуми која покрива врх проучени су рецидиви еоценске вулканске активности, тзв. Доњеврбавски крш. Ради се о разбацаним већим комадима вулканског камена у разним формама: лопте, квадри, полиморфни комади и сл. На истом подручју су присутне и неколике „стене". То су изразитије камене громаде, углавном „природни белведери“.

## Етногеографске карактеристике
Са једне од кота Црног врха, могу се за лепог времена видети светла: Горњег Милановца, Чачка, Крагујевца и Краљева; па и Гружанског језера. Подручје Јешевца је изузетно погодно за развој свих видова сеоског, едукативног, здравственог, ловног и сличних облика туризма, јер је морфологија масива изузетно „питома“ без већих дисеција што погодује изградњи комуникација. На Јешевцу су лоцирана два манастира: остаци преткосовског манастира Јешевац на локалитету Црквина и активан манастир Вујан.
Због обиља природних вода развијени су балнеолошки потенцијали: бања Горња Трепча (Атомска бања), бања Млаковац а у току су и геолошка сондирања на околним тачкама. На локалитету Црквина, мештани околних насеља се годинама окупљају недељом, највише Младом Недељом — углавном млади, привучени очуваном природом без знакова глобалне цивилизације, осим ретких налета авиона. Неисцрпна је и снага манастира Јешевац који љубоморно чува тајну о свом постанку, ктитору, дискутабилној архитектури (да ли је царска или обична), дилеми да ли је уопште био фрескописан и „закопаном благу“.